# 平克頓偵探事務所

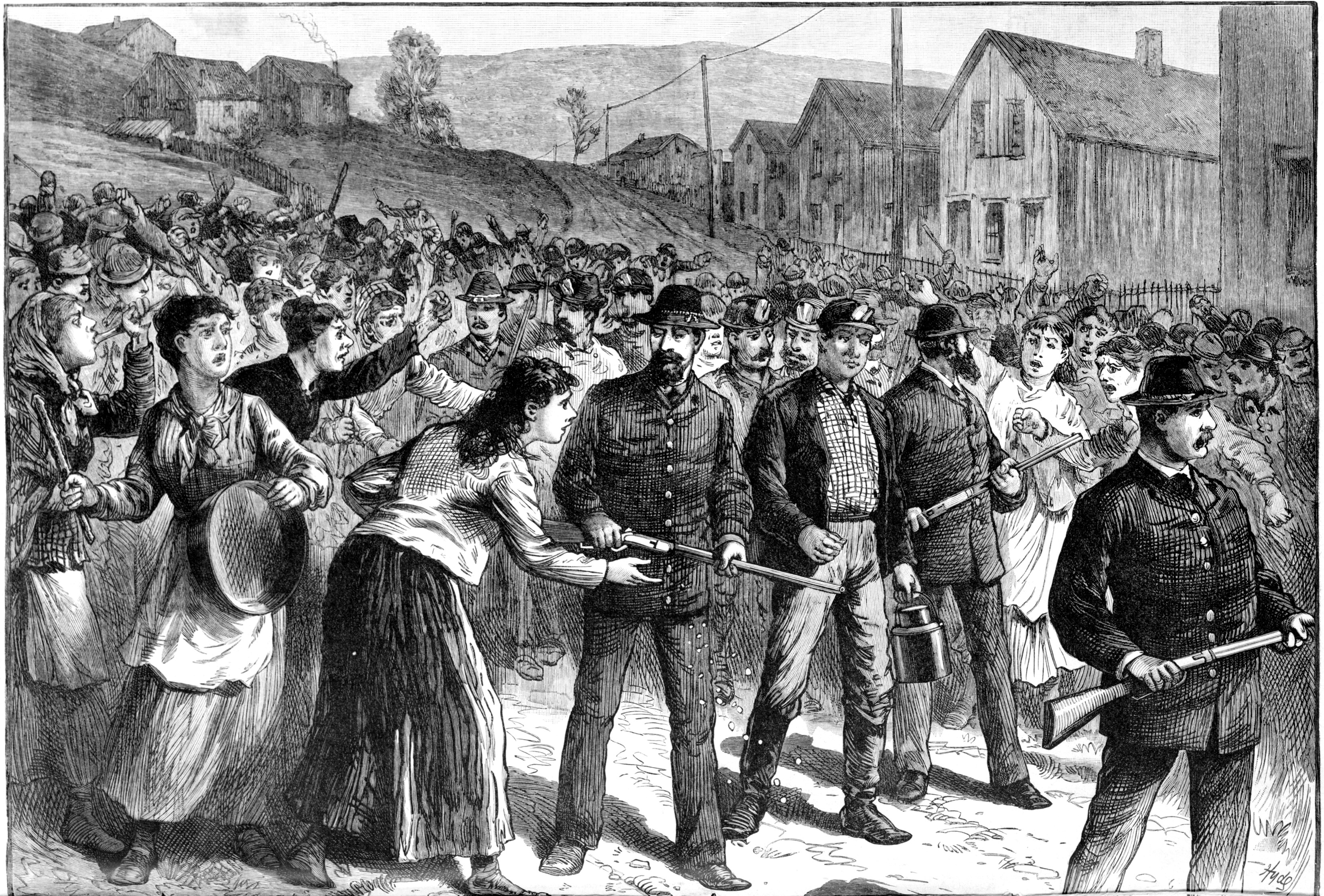
1884年，平克頓偵探事務所的警衛人員負責俄亥俄州Buchtel工賊的護衛工作。

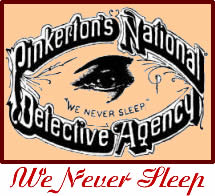
平克頓偵探事務所的商標　它們的偵探被稱為“the eye”

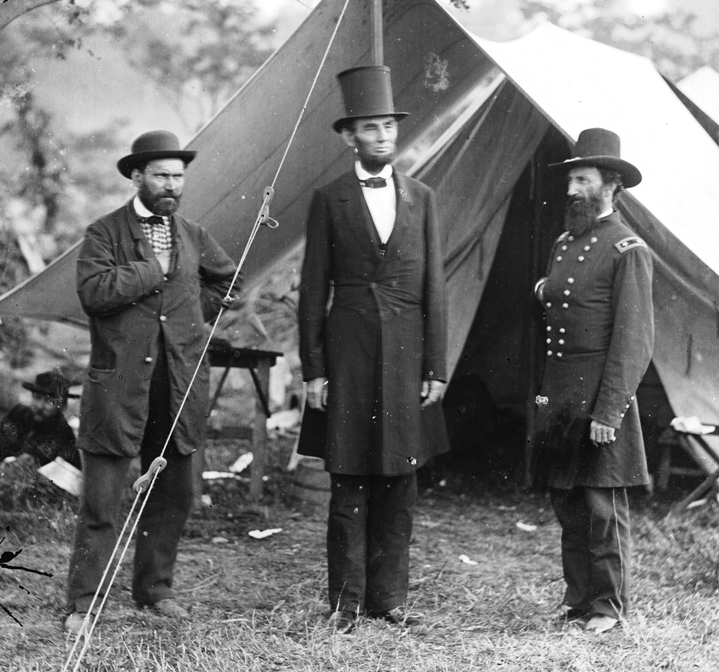
艾倫·平克頓（左），十九世紀美国的私家偵探，与亞伯拉罕·林肯和 約翰·亞歷山大·麥克萊爾納於1863年10月3日在馬里蘭州合影

平克頓偵探事務所（英語：Pinkerton National Detective Agency, 略稱：Pinkertons）是美國的私立徵信社與保全公司。
現以瑞典的赛科利达安保公司在美國的分公司Securitas Security Services USA的身分存續下來，政府部門也會稱呼它們為Pinkerton Government Services。

## 历史
其營業範圍非常廣，範圍遍及保鑣工作以及承攬軍事工作。最盛時期還擁有比美國陸軍士兵人數還多的僱員，俄亥俄州內，由於懼怕州民會被以準軍事部隊或民兵的身分受到雇用，因此禁止該公司在該州營業。
在19世紀後半的勞資糾紛中，企業家們為了監視罷工、工會成員以及被他們盯上的對象的間諜，又或是為了保護或擔任工賊而會聘請平克頓偵探事務所處理，平克頓偵探事務所因而參與過監視1877年的鐵路罷工，伊利諾州、密西根州、紐約、賓夕法尼亞州的煤礦、鋼鐵、木材等行業的罷工事件。

### 起源
1850年代，曾在美國總統選舉時成功破獲暗殺候選人亞伯拉罕·林肯計畫的艾倫·平克頓與芝加哥的律師愛德華·拉肯一起創立North-Western Police Agency（北西警察事務所）。這家公司之後被人稱為平克頓偵探事務所
。
歷史學家法蘭克·莫恩是這樣描述它們。
直到1850年代之前，少數的企業家感覺到必須對勞工們嚴加看管。至於解決方法，則是透過私立偵探這個系統支援。1855年2月，艾倫·平克頓與中西部6家鐵路公司商議後，在芝加哥創立這家偵探事務所。

### 政府的工作
林肯在南北戰爭時間，由隸屬於平克頓的偵探們負責保鑣工作。另外，林肯被暗殺時，恰好是由美國陸軍擔任警護工作而非平克頓。
1871年，美國國會對新設立的司法部，為了協助它們設立專門「發現侵害聯邦法的罪犯並起訴他們」的協力部門，於是撥款5萬元的預算下來。但這筆預算對於搜查部門而言，卻明顯不足，於是司法部將這份工作外包給平克頓偵探事務所負責。
但在1893年，为了遏制不断提供准军事化成员、间谍给美国工厂主镇压工人运动的平克顿侦探社，阻遏其长期使用暴力，渗透各地工会给美国社会所造成的影响，美國國會通过了反平克顿法案，其条款节选如下：
美國政府以及哥倫比亞特區政府禁止雇用平克頓偵探事務所，或受類似組織雇用之個人。

### 莫利‧馬奎爾事件
1870年代，瑞丁鐵路公司的董事長法蘭克林·B·葛溫（Franklin B. Gowen）為了渗透并調查公司經營的賓夕法尼亞州波茨維爾煤礦場的工會內部，於是聘請平克頓偵探事務所。由偵探詹姆士·麥可帕蘭（James McParland）以詹姆士·麥肯納的假名潛入秘密組織莫利‧馬奎爾內部，並從中瓦解這個組織。亞瑟·柯南·道爾從這個事件得到靈感，並寫進福爾摩斯探案的作品『恐怖谷』之中。另一部作品『赤環黨探案』中，平克頓偵探事務所的偵探也在裡面擔任一名小配角。

### 霍姆斯特德罷工事件
這是平克頓偵探事務所最惡名昭彰的事件，是 1892年的賓夕法尼亞州卡內基鋼鐵公司引發的罷工事件（Homestead Strike）。代替當時人在蘇格蘭而不在美國的鋼鐵大王安德魯·卡內基，公司董事長亨利·克雷·弗里克（Henry Clay Frick）為了破壞罷工，因此聘請平克頓偵探事務所前來處理。霍姆斯特德罷工活動也因此持續143日。
1892年7月6日，在罷工者佔據煉鋼廠的現場，有300名來自紐約以及芝加哥的平克頓偵探事務所偵探到達。偵探們向工人們開槍，並造成死亡10人（罷工方7人，平克頓方3人），傷者數百名的慘案。為了恢复治安，賓夕法尼亞州州長還因此出動二個旅的州兵才能收拾殘局。

### 愛達荷州州長暗殺事件
化名為哈利·歐洽德的艾伯特·赫斯利（Albert Horsley）被愛達荷州警察逮捕時，供稱麥可帕蘭策畫愛達荷州州長法蘭克·史騰伯格的暗殺事件（炸死）並因此被法院宣判無期徒刑。

### 法外之徒和競爭對手
平克頓偵探事務所也受僱追捕西部法外之徒。例如傑西·詹姆斯、雷諾兄弟和布屈·卡西迪幫（包括布屈·卡西迪以及日舞小子）。
前僱員G·H·提爾則在密蘇里州聖路易創立提爾偵探事務所（Thiel Detective Service Company）。提爾偵探事務所在美國，加拿大，墨西哥等地方營業，並成為平克頓的對手。
因為經常站在工會的對立面，讓「平克頓」這個單字經常會讓人聯想到黄色工會，工賊等壞印象。在1937年，透過拉·弗雷特委員會（La Follette Committee）的調查而揭露他們的內幕後，讓平克顿侦探社因此退出反工运間諜行业的事業。另外就連犯罪捜査的事業也因為聯邦調查局的發展，以及調查分局還有搜查能力的擴充，加上警察組織近代化的影響，讓侦探社因此陷入瓶頸。在數十年間失去支撐公司營運的兩大主要業務後，平克頓偵探事務所只能專注在警衛保全的事業上。
到了1960年代時，「偵探（Detective）」這個單字也終於從公司的名稱中消失。1999年，平克頓公司被瑞典的保全公司Securitas AB收購，2003年7月，與長年的對手威廉·J·巴恩斯偵探公司（William J. Burns，1910年設立）合併，成為世界數一數二的大型保全公司。

## 世界性的國際偵探協會
隸屬於World Association of Detective 世界偵探協會（通称/WAD）。

## 大眾文化中的平克頓偵探事務所

### 音樂
1892年的流行歌就有這樣的歌詞。「從可憐的孤兒身上聽到悲傷的故事/他的父親被平克頓那群傢伙殺了」。
- 艾爾頓·強『Ballad of a Well-Known Gun』（1970年） -專輯『Tumbleweed Connection』。
- Pinkerton Thugs- 美國的龐克搖滾樂隊（1994年～2000年活動）。

### 電影
- 決戰3:10 (1957年版)(1957年）
- Face to Face (1967 film)（1967年）
- 虎豹小霸王（1969年）
- The Molly Maguires（1970年） 。
- 冷血霹靂火(1972年)
- 長征騎士（1980年）
- 超級巨人（1992年）
- 致命女人香（1994年）
- American Outlaws,(2001年）
- 蒙面俠蘇洛2：不朽傳奇（2005年）
- 決戰3:10（2007年） - 『決戰3:10』的重拍版。
- Badland(2019年)

### 電視劇
- The Adventures of Brisco County, Jr(1993年～1994年）
- 死木（2004年）
- 開膛街( 2012年～2013年）
- The Pinkertons (2014年)

### 小説
- 亞瑟‧柯南‧道爾『恐怖谷』（1914年〜1915年）
- 冷硬派推理小說的鼻祖達許·漢密特曾是平克頓偵探事務所的偵探，並將他工作時期的經驗活用在作品中。
- 伊恩·佛萊明『詹姆士·龐德』系列
- Terrance Dicks『Mean Streets』（1997年）
- Harry Turtledove『Great War』3部作（1998年〜2000年）以及『American Empire』3部作（2001年〜2003年）
- 馬修·珀爾『但丁俱樂部』（2003年）
- Malcolm Pryce『Don't cry for me Aberystwyth.』（2007年）
- 華倫·艾利斯『Crooked Little Vein』（2007年）
- 伊藤計劃・圓城塔『屍者的帝國』（2012年）

### 漫畫
- The Adventures of Tintin: Breaking Free
- ジャバウォッキー

### 電玩遊戲
- 生化奇兵：無限之城（2013年）
- 荒野雙蛟龍（2013年）
- 荒野大镖客：救赎2（2018年）

## 備註
1. ↑  Foner, Eric; John Arthur Garraty, eds. . Houghton Mifflin Books. Oct 21, 1991: 842. ISBN 0-395-51372-3.
2. ↑  Robinson, Charles M. . Osprey Publishing. 2005. ISBN 1-84176-575-9.p. 63
3. ↑  Horan, James David; Howard Swiggett. . Putnam. 1951: 202.
4. ↑  Morn, Frank. . Bloomington: Indiana University Press. 1982: 18. ISBN 0-253-32086-0.
5. ↑  Churchill, Ward. . The New Centennial Review. 2004-04, 4 (1): 1–72. （原始内容存档于2009年10月26日）.[]
6. ↑  Office, U. S. Government Accountability. . www.gao.gov.   [2022-04-14]. （原始内容存档于2022-03-03） （英语）.
7. ↑  5 U.S. Code 3108; Public Law 89-554, 80 Stat. 416 (1966); ch. 208 (5th par. under "Public Buildings"), 27 Stat. 591 (1893). The U.S. Court of Appeals for the Fifth Circuit, in U.S. ex rel. Weinberger v. Equifax, 557 F.2d 456 (5th Cir. 1977), cert. denied, 434 U.S. 1035 (1978), held that "The purpose of the Act and the legislative history reveal that an organization was 'similar' to the Pinkerton Detective Agency only if it offered for hire mercenary, quasi-military forces as strikebreakers and armed guards. It had the secondary effect of deterring any other organization from providing such services lest it be branded a 'similar organization.'" 557 F.2d at 462; see also
.   [2009年3月23日]. （原始内容存档于2016年3月4日）.
8. ↑  Williams, David Ricardo. . Toronto: Dundurn Press. 1998. ISBN 1-550023-06-3.
9. ↑  Morn, Frank. . Bloomington: Indiana University Press. 1982: 188-189. ISBN 0-253-32086-0.
10. ↑  Morn, Frank. . Bloomington: Indiana University Press. 1982: 192. ISBN 0-253-32086-0.
11. ↑  Powers, Richard Gid. . Simon and Schuster. Oct 19, 2004: 44. ISBN 0-684-83371-9.

## 外部連結
https://www.gao.gov/products/b-139965-1 （页面存档备份，存于） 美联邦政府问责部门对反平克顿法案的解释
- .   [2006-05-11]. （原始内容存档于2006-05-10）.
- . The New Centennial Review. 2004-04, 4 (1): 1–72. （原始内容存档于2009年10月26日）.[]

## 文獻
- Jeffreys-Jones, Rhodri. . Yale University Press. Oct 1, 2003. ISBN 0-300-10159-7.